# Jiří Potůček

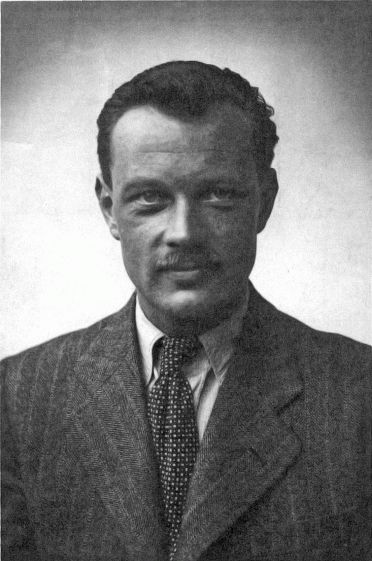
Jiří Potůček

Jiří Potůček (* 12. Juli 1919 in Bruneck; † 2. Juli 1942 im Wald zwischen den Dörfern Trnová und Rosice nad Labem) war eine Persönlichkeit des tschechoslowakischen Widerstandes 1939–1945 gegen den Nationalsozialismus. Potůček war Soldat und Unteroffizier in der Tschechoslowakei. Er gehörte als Funker mit dem Codenamen Tolar zu den drei Fallschirmagenten der Operation Silver A, die u. a. mit der Operationsgruppe Anthropoid am Attentat auf den stellvertretenden Reichsprotektor in Böhmen und Mähren Reinhard Heydrich beteiligt waren. Die Entdeckung der Aktivitäten des illegalen Senders Libuše führte zur Ermordung sämtlicher erwachsener Einwohner des Dorfes Ležáky.

## Leben
Jiří Potůček wurde in Bruneck, Südtirol, geboren. Sein Vater, Vilém Potůček, war der persönliche Diener des Grafen Sternberg. Mutter Antonie, geb. Karel, war Zimmermädchen bei Graf Sternberg. Er hatte keine Geschwister. Die Familie lebte im Palais Sternberg und zog später nach Vranov in der Nähe von Rokycany. Hier kauften die Eltern ein Bauernhaus.
Er absolvierte die Grundschule in Vranov und die Mittelschule in Horní Stráž. Nach Abschluss einer Ausbildung im Rathaus trat er in die Firma Bata ein, wo er als Ausbilder im Gummi-Sektor arbeitete. Hier wartete er auch auf die Beilegung von Passangelegenheiten, da er von Bata in die Vereinigten Staaten geschickt werden sollte.

### Im Exil
Bei Ausbruch des Zweiten Weltkriegs war er auf Geschäftsreise in Osijek, Jugoslawien. Von dort begab er sich durch Griechenland, die Türkei und Syrien nach Frankreich, wo er am 14. Januar 1940 in Agde der der Tschechoslowakischen Exilarmee vorgestellt wurde. Er wurde als Signalgeber einer Telefongesellschaft zugewiesen. Er absolvierte ein Radiotraining, am Westfeldzug nahm er nicht teil. Nach der Besetzung Frankreichs wurde er am 26. Juni 1940 nach Großbritannien evakuiert. Er wurde dem Verbindungswesen zugeteilt und am 28. Oktober 1940 zum Unteroffizier befördert.
Im Sommer 1940 wurde Jiří Potůček für die Ausbildung für besondere Aufgaben ausgewählt. Vom 19. September bis 25. Dezember 1940 absolvierte er einen Sabotage-Grundkurs, eine Fallschirmspringerausbildung in der Ringway-Fallschirmjägerschule bei Manchester und einen Funktelegraphiekurs. Zu diesem Zeitpunkt war er bereits als Funker der Operation Silver A zugeordnet.

### Widerstand

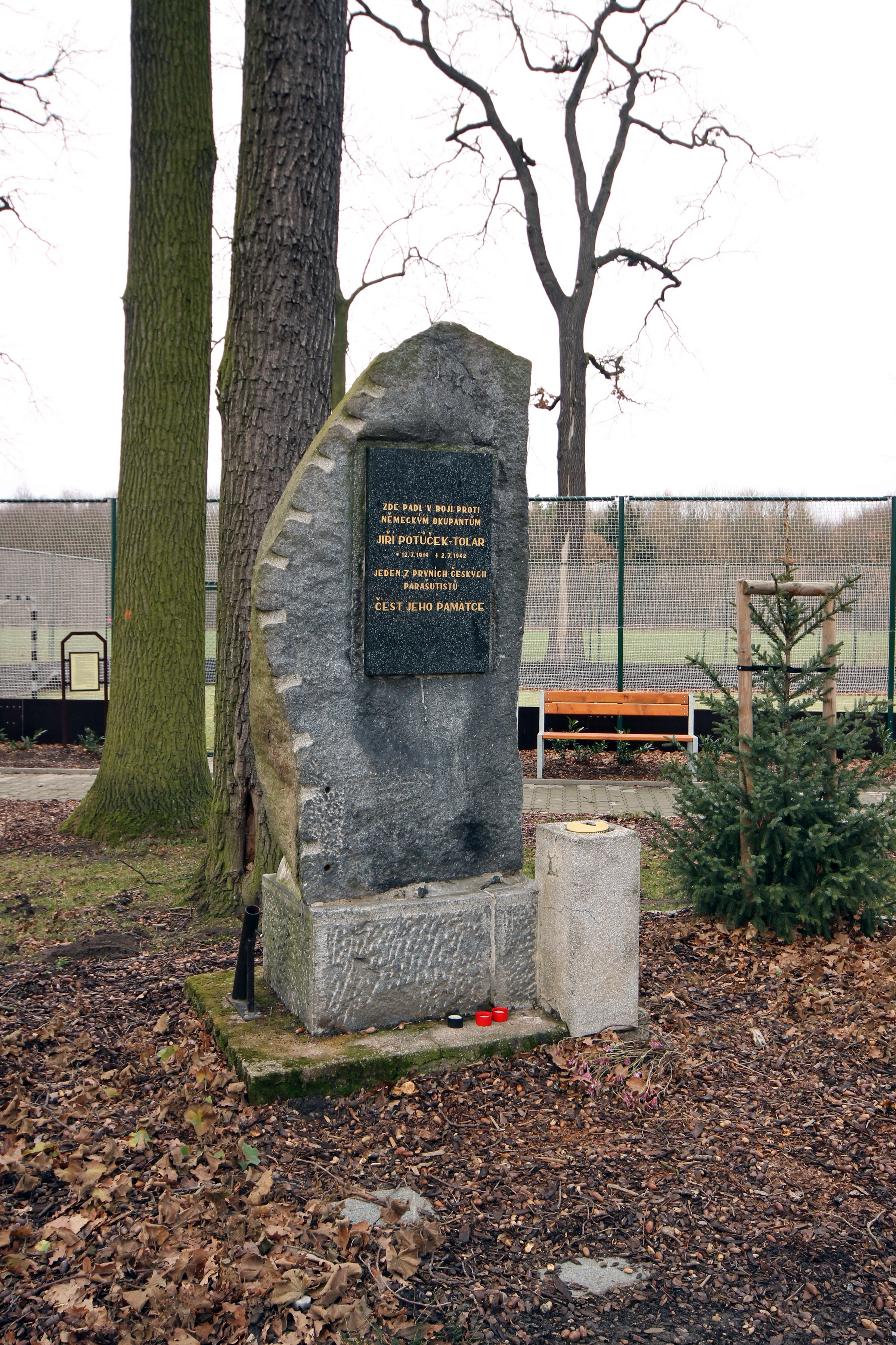
Denkmal für Jiří Potůček an der Stelle, wo er ums Leben kam

Kurz nach Mitternacht des 29. Dezember 1941 wurde er zusammen mit dem Gruppenkommandanten Alfréd Bartoš und Josef Valčík in der Nähe des Dorfes Senice bei Podebrady abgesetzt. Auf dem Gebiet des Protektorats betrieben sie einen illegalen Sender mit dem Codenamen Libuše. Am 15. Januar 1942 kontaktierte Potůček London zum ersten Mal. Er sendete aus dem Steinbruch Hluboká (wo er als Nachtwächter mit falschen Dokumenten mit dem Namen Alois Tolar beschäftigt war) in der Nähe der Dörfer Ležáky und Bohdaneč. Mitte Juni 1942 verlegte er in ein neues Versteck im Dorf Končiny in der Nähe von Červený Kostelec, wo am 30. Juni 1942 die Gestapo einfiel. Jiří Potůček schoss sich aus der Einkesselung frei und floh noch drei Tage, um dann in die Region Pardubice zurückzukehren. Verhungert und müde schlief er in den Büschen bei Trnová ein. Hier entdeckte ihn der tschechische Gendarm Karel Půlpán und erschoss ihn im Schlaf oder aber zur Selbstverteidigung. Nach der Obduktion wurde die Leiche in einem Massengrab auf dem Friedhof von Ďáblice beigesetzt.
Am 5. September 1945 wurde er in memoriam zum Leutnant befördert, im Dezember desselben Jahres wurde er in einem weiteren Schritt zum Leutnant der Infanterie befördert. Am 7. April 1948 wurde er zum Hauptmann der Infanterie und am 24. Juni 2002 zum Oberstleutnant befördert.
Der Sterbeort von Jiří Potůček in einem Wald am nördlichen Rand von Pardubice ist durch ein Denkmal gekennzeichnet (Koordinaten 50°3'4.97"N 15°44'58.46"E), auch ist die nächstgelegene Straße nach ihm benannt. Ein weiteres Denkmal und eine Gedenktafel erinnern in Břasy an den Widerstandskämpfer.